# Gyömöre
Gyömöre é um município da Hungria, situado no condado de Győr-Moson-Sopron. Tem 20,49 km² de área e sua população em 2015 foi estimada em 1.206 habitantes.